# Pentapedilum yakuabeum
Pentapedilum yakuabeum är en tvåvingeart som beskrevs av Sasa och Suzuki 2000. Pentapedilum yakuabeum ingår i släktet Pentapedilum och familjen fjädermyggor. Inga underarter finns listade i Catalogue of Life.